# Idaea tenuirussata
Idaea tenuirussata är en fjärilsart som beskrevs av Hans Zerny 1933. Idaea tenuirussata ingår i släktet Idaea och familjen mätare. Inga underarter finns listade i Catalogue of Life.